# Klaas Sengstacke
Klaas Sengstacke (1999) è un giocatore di football americano tedesco, di ruolo wide receiver.
Gioca a football americano nei Kiel Baltic Hurricanes dal 2015 (nelle giovanili fino al 2018, in seconda squadra dal 2019 al 2021, poi nel team principale).